# Marian Smoluchowski

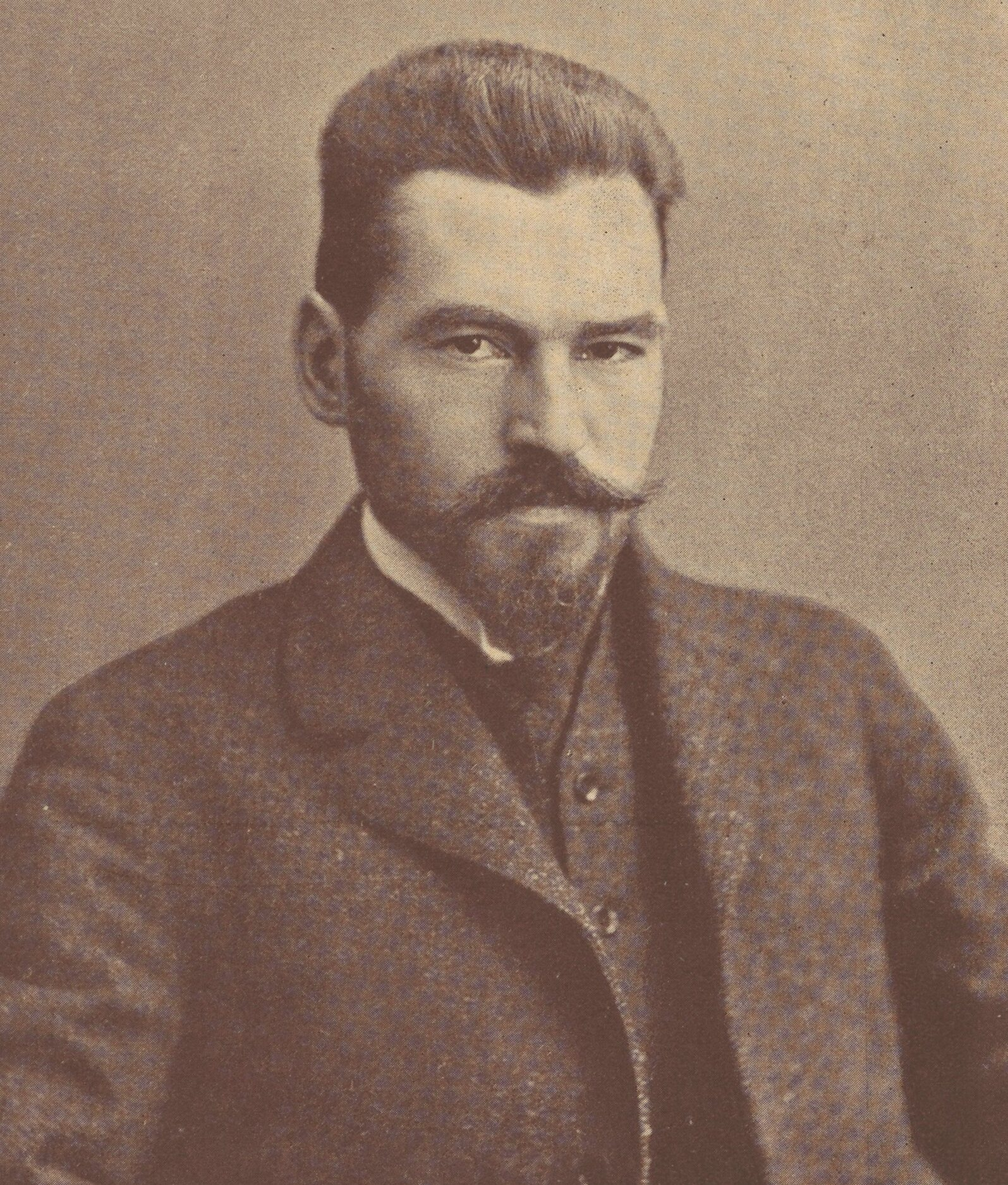
Marian Smoluchowski

Marian von Smoluchowski (* 28. Mai 1872 in Vorder-Brühl bei Wien; † 5. September 1917 in Krakau, Galizien) war ein polnischer Physiker.

## Leben
Smoluchowski besuchte die Theresianische Akademie, anschließend studierte er Physik in Wien, wo Franz Serafin Exner und Joseph Stefan seine Lehrer waren. 1894 erhielt er dort das höchste Prädikat für seine Promotion, Sub auspiciis Imperatoris. Ludwig Boltzmann lehrte an der Universität München, während Smoluchowski in Wien studierte, und er kehrte 1894 zurück, als Smoluchowski in der österreichisch-ungarischen Armee diente. Es scheint also so, dass die beiden keinen direkten Kontakt miteinander hatten. Nach einigen Jahren, die er an anderen Universitäten (Paris, Glasgow und Berlin) verbrachte, zog er 1899 nach Lemberg, wo er eine Stelle an der dortigen Universität antrat. 1901 heiratete er Zofia Baraniecka und hatte mit ihr 2 Kinder: Aldona (1902–1984) und Roman (1910–1996).
1908 wurde Smoluchowski mit dem Haitinger-Preis der Akademie der Wissenschaften in Wien ausgezeichnet.
Smoluchowski zog 1913 nach Krakau, wo er den Lehrstuhl für Experimentalphysik von August Witkowski (1854–1913) übernahm. Nachdem der Erste Weltkrieg ausgebrochen war, wurden die Arbeitsbedingungen immer schwieriger, und selbst das geräumige und moderne Gebäude der Physikabteilung wurde in ein Hospital für militärische Autoritäten umgewandelt. Smoluchowski war deswegen gezwungen, in der früheren Abteilung des verstorbenen Karol Olszewski zu arbeiten, wo er jedoch nicht einmal Zugang zu den einfachsten Demonstrationsmitteln hatte. Zu seinen Schülern zählten Józef Patkowski, Stanisław Loria (1883–1958) and Wacław Dziewulski (1882–1938).
Smoluchowski starb 1917 als Opfer einer Dysenterie-Epidemie.

## Werk
Smoluchowski war 1904 der erste Physiker, welcher erkannte, dass Gase und Flüssigkeiten Dichtefluktuationen unterworfen sind, dabei berechnete er die durchschnittliche Teilchendichte in einem idealen Gas. 1908 erkannte er, dass bei großen Dichtefluktuationen das Phänomen der kritischen Opaleszenz auftritt. Er bemerkte dabei auch die Dispersion des Lichtes in der Atmosphäre, was für die blaue Himmelsfarbe verantwortlich ist.
1906 beschrieb und erklärte er unabhängig von Albert Einstein die Brownsche Bewegung.
Smoluchowski präsentierte dabei eine Gleichung, welche eine wichtige Rolle für das Verständnis der Diffusion spielt und Basis für die Theorie der stochastischen Prozesse wurde. 1910–1916 untersuchte er die Zusammenhänge zwischen Reversibilität und Irreversibilität.
Er ist Namenspatron des Marian-Smoluchowski-Emil-Warburg-Physikpreises der Deutschen Physikalischen Gesellschaft und der Polnischen Physikalischen Gesellschaft und der Marian-Smoluchowski-Medaille. Der Mondkrater Smoluchowski trägt seit 1970 seinen Namen.